# Николай Маринов (футболист)
Николай Маринов е български футболист, полузащитник, състезател на ПОФК Ботев (Враца).

## Кратка спортна биография
Роден е на 14 август 1995 година в София. Юноша е на ПФК Левски (София), където престоява в продължение на 8 години и тренира под ръководството на Владко Шаламанов и Славчо Стоилов. След Левски става част от ДЮШ на ПФК Чавдар (Етрополе), където играе в продължение на 2 години. Става част от първия отбор, като има участия с него в „Б“ ПФГ.
След като напуска Чавдар, играе за отбора на ФК Евроколеж (Пловдив), където играе до януари 2015 година. Следа напускането на пловдивския тим е привлечен в тима на ФК Сливнишки герой (Сливница), където става несменяем титуляр. Играе в клуба от Сливница до зимата на 2017 г.
През септември 2016 година е призован да бъде част от Аматьорския национален отбора на България.
Януари 2017 година подписва договор с отбора на ПОФК Ботев (Враца) до края на месец Декември 2017 година